# Рожмберк на Влтави
Рожмберк на Влтави (чеш. Rožmberk nad Vltavou) град је у Чешкој Републици. Град се налази у управној јединици Јужночешки крај, у оквиру којег припада округу Чешки Крумлов.

## Становништво
Према подацима о броју становника из 2014. године град је имао 369 становника.